# Mortuarium (Architektur)
Ein Mortuarium ist ein als Grablege beispielsweise für höhere Geistliche benutztes Gebäude. Auch Trauerhallen werden mitunter als Mortuarien bezeichnet.